# Draga Obrenović
Draga Obrenović, z d. Lunjevica, primo voto Mašin (ur. 11/23 września 1864 w Gornjim Milanovacu, zm. 29 maja 1903 w Belgradzie) – serbska dziennikarka i tłumaczka, królowa Serbii w latach 1900–1903, małżonka króla Aleksandra Obrenovicia. Zamordowana razem z mężem podczas wojskowego zamachu stanu, na czele którego stał Dragutin Dimitrijević.

## Życiorys
Była drugim z sześciorga dzieci Pantelije Lunjevicy i jego żony Any. Ukończyła szkołę podstawową i żeńską szkołę średnią w Belgradzie, po czym wbrew woli rodziny podjęła pracę dziennikarki i tłumaczki (w szkole nauczyła się języków francuskiego, niemieckiego i rosyjskiego). Rodzina zmusiła ją jednak do powrotu do domu i wydała za mąż za starszego o piętnaście lat Svetozara Mašina, inżyniera górnictwa, syna lekarza dworskiego dynastii Obrenoviciów. Ich ślub miał miejsce 28 sierpnia 1883 w soborze św. Michała Archanioła w Belgradzie. Razem z mężem wyjechała do Niemiec. Trzy lata po ślubie Mašin zmarł wskutek choroby alkoholowej, jego brat oskarżał potem Dragę Mašin o otrucie małżonka. Małżeństwo nie miało dzieci.
Po śmierci męża Draga wróciła do pracy tłumaczki i dziennikarki. Była autorką m.in. przekładów popularnych powieści kryminalnych Xaviera de Montépina, wysoko ocenionych przez literaturoznawców. Tłumaczyła również artykuły z zagranicznej prasy kobiecej.
Działała w Belgradzkim Towarzystwie Kobiecym, dzięki czemu poznała królową serbską Natalię. Dzięki swojemu wykształceniu i dobrym manierom została następnie u niej damą dworu.

### Małżeństwo z królem Aleksandrem Obrenoviciem
Mieszkając w pałacu Sašino w Biarritz razem z byłą już, rozwiedzioną z mężem królową Natalią, Draga Mašin poznała w 1895 jej syna, króla Aleksandra, który dotąd pozostawał pod silnym wpływem matki i nie poszukiwał dla siebie żony. Zaprzyjaźnili się; przez dwa lata kobieta nie zgadzała się zostać kochanką młodszego o dziesięć lat króla. Ostatecznie jednak w 1897 uległa, zrezygnowała ze stanowiska damy dworu i zamieszkała u siostry w Belgradzie, a następnie w domu w pobliżu belgradzkiego Starego Dworu.
Związek Aleksandra z Dragą Mašin szybko wyszedł na jaw i wzbudził skandal. Wówczas król postanowił ożenić się z nią wbrew tradycji i wbrew argumentom ojca (król Milan abdykował w 1889 na rzecz syna, zachowując jedynie stanowisko głównodowodzącego wojskiem), który uważał Dragę za rosyjskiego szpiega. Związek Aleksandra i Dragi usiłował zakończył również minister policji Đorđe Genčić, bezskutecznie przekonując Aleksandra, że kobieta po śmierci męża miała wielu kochanków, w tym jego samego. W proteście przeciwko decyzji syna były król Milan wyjechał do Wiednia. Małżeństwa tego nie popierała również królowa Natalia, która zerwała z tego powodu stosunki z synem, chociaż wcześniej nie miała nic przeciwko temu, by między Aleksandrem a jej damą dworu wywiązał się romans.
27 lipca 1900 ogłoszono zaręczyny Aleksandra i Dragi. Ich ślub odbył się w tym samym roku. Małżonka króla była wśród Serbów skrajnie niepopularna. W związku z decyzją Aleksandra wszyscy członkowie ówczesnego rządu złożyli dymisję i władca musiał tworzyć nowy gabinet z polityków bezbarwnych i pozbawionych własnego zaplecza.
W 1901 podano do informacji publicznej, że królowa Draga spodziewała się dziecka. Król ogłosił z tej okazji amnestię dla wszystkich więźniów politycznych. Powtórna konsultacja lekarska wykazała jednak, że kobieta nie była w ciąży, a nawet, że również w przyszłości nie będzie mogła urodzić. Wydarzenie to było ogromnym ciosem prestiżowym dla dynastii, a Aleksander podejrzewał lekarzy o sprowokowanie poronienia.
Królowa Draga sprzyjała rozwojowi sztuki, nauki i oświaty. Opłacała studia Jovana Skerlicia w Genewie, mianowała Branislava Nušicia dyrektorem Teatru Ludowego w Belgradzie, finansowała wydawaną przez Jovana Jovanovicia Zmaja gazetę „Neven”, rozdzielała stypendium swojego imienia, wspierała dom sierot. Ograniczyła wydatki dworu. Publicznie występowała w zaprojektowanych osobiście strojach, nawiązujących do ubiorów średniowiecznych małżonek władców Serbii. Równocześnie była osobą żądną wpływów politycznych i władzy. Uzyskała ogromny wpływ na męża, doprowadzając do sytuacji, w której to ona decydowała o obsadzaniu wysokich stanowisk rządowych i wojskowych.
W 1901 Aleksander, pod wpływem żony, zmienił serbskie prawo sukcesyjne, wprowadzając możliwość dziedziczenia tronu przez córki. W związku z wpływami, jakie na dworze zdobyli krewni królowej, pojawiły się plotki o tym, że w razie braku potomstwa w małżeństwie Obrenowiciów na tron miałby wstąpić jej brat Nikodije.
Małżeństwo Aleksandra i Dragi było początkowo bardzo szczęśliwe, król publicznie pokazywał swoją miłość i przywiązanie do żony. Następnie jednak ich relacje pogorszyły się. Według ujawnionych krótko przed II wojną światową dokumentów, Aleksander na początku 1903 zamierzał rozejść się z żoną i deportować ją z Serbii z zakazem powrotu.

### Śmierć

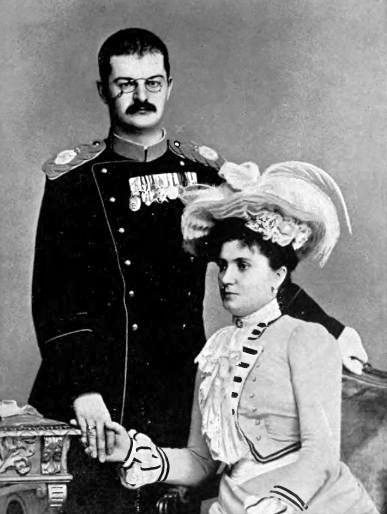
Draga i Aleksander, ok. 1900

Nocą z 28 maja na 29 maja 1903 król i królowa zostali zamordowani przez uczestników wojskowego zamachu stanu, na czele którego stał pułkownik Dragutin Dmitrijević. Bezskutecznie usiłowali ukryć się w tajnym pokoju w pałacu; zostali odnalezieni i zastrzeleni przez kapitana Mihaila Risticia, a ich ciała wyrzucono przez okna pałacu. Tej samej nocy w Belgradzie zamordowano braci królowej Nikolaja i Nikodije, a jej siostry Hristinę, Vojkę i Anę zmuszono do wyjazdu do Monachium. Władzę w Serbii ponownie objęli Karadziordziewiciowie. Śmierć wyjątkowo niepopularnej pary królewskiej wojsko i serbska opinia publiczna przyjęła z entuzjazmem.
Zamordowaną parę królewską pochowano w tajemnicy w krypcie cerkwi św. Marka w pobliżu grobu księżniczki Anny Obrenović. W propagandzie nowego rządu Serbii, króla Aleksandra przedstawiano jako szaleńca, który podporządkował interesy swojego kraju miłości, zaś królową – jako kobietę lekkich obyczajów. Przekonywano, że władca był chory i niezdolny do rządzenia, a jego małżonka z powodu choroby jajników i macicy i tak nie mogłaby urodzić dziecka. Późniejsze oględziny szczątków wykazały jednak, że w momencie śmierci królowa Draga była w ciąży.

## W kulturze
Królowa Draga jest bohaterką austriackiego filmu niemego Królowa Draga z 1920, w którym w jej rolę wcieliła się Magda Sonja, oraz filmu Na rozkaz kobiety z 1932, w którym jej postać kreowała Pola Negri.